# Acinonyx
Acinonyx ist eine Raubtiergattung innerhalb der Familie der Felidae. Der einzig lebende Vertreter der Gattung, der Gepard (Acinonyx jubatus), bewohnt die offenen Graslandschaften der Savannen und Steppen Afrikas und Asiens.
Es wurden einige fossile Überreste von gepardenähnlichen Katzen sichergestellt, die aus dem späten Pliozän und mittleren Pleistozän stammen. Diese Tiere waren vor etwa 10.000 Jahren in Afrika, Teilen Europas und Asiens verbreitet. Mehrere verwandte Arten der Gattung Miracinonyx lebten zur gleichen Zeit in Nordamerika, allerdings waren diese möglicherweise enger mit der Gattung Puma verwandt.

## Wortherkunft
Der wissenschaftliche Name Acinonyx ist auf die, im Gegensatz zu anderen Raubkatzen, unbeweglichen Krallen der Geparden zurückzuführen und besteht aus den griechischen Wörtern ἀκίνητος akínetos, zu deutsch „unbeweglich“, d. h. „nicht einziehbar“, und ὄνυξ ónyx, zu deutsch „Kralle“.

## Taxonomie
Zwischen dem späten 18. und dem frühen 20. Jahrhundert wurden folgende Arten und Unterarten beschrieben:
- Felis jubatus (Acinonyx jubatus) von Johann Christian Daniel von Schreber im Jahr 1777 basierte auf früheren Beschreibungen von Comte de Buffon und Thomas Pennant.[5]
  - Felis venatica (Acinonyx jubatus venaticus) von Edward Griffith im Jahr 1821 basierte auf einer Skizze eines Geparden aus Indien.[6]
  - Cynailurus soemmeringi (Axinonyx jubatus soemmeringii) von Leopold Fitzinger im Jahr 1855 war ein männliches Exemplar, das Theodor von Heuglin aus Kurdufan im Südsudan in den Tiergarten Schönbrunn brachte.[7]
  - Acinonyx jubatus hecki von Max Hilzheimer aus dem Jahr 1913 war ein in dem Zoologischen Garten Berlin gehaltenes Exemplar aus Senegal, benannt zu Ehren des Zoodirektors.[8]

Im Jahr 1993 wurde die Gattung der monophyletischen Unterfamilie Acinonychinae zugeordnet. Molekulare phylogenische Analysen zeigten allerdings, dass Acinonyx eine Schwestergruppe der Gattung Puma ist. Daher wird Acinonyx nun zur Unterfamilie Felinae gezählt.
Darüber hinaus wurden die folgenden ausgestorbenen Arten der Gattung beschrieben:
- Acinnonyx pardinensis – von Croizet und Jobert im Jahr 1828[9]
- Acinonyx arvernensis – von Croizet und Jobert im Jahr 1828[9]
- Acinonyx intermedius – von Thenius im Jahr 1954[10]
- Acinonyx aicha  – von Geraads im Jahr 1997[11]
- „Acinonyx kurteni“ – von Christiansen und Mazák im Jahr 2009[12]

Der „Linxia-Gepard“ (Acinonyx kurteni) wurde ursprünglich auf der Grundlage eines Schädels aus pliozänen Schichten in China beschrieben und als älteste Art der Gattung bezeichnet. Im Jahr 2012 wurde A. kurteni als Art für ungültig erklärt, da sich herausstellte, dass der Holotypus eine Fälschung war, die aus Fragmenten aus dem Miozän bestand.